# ده مریم
ده مریم، روستایی از توابع بخش قرقری  شهرستان هیرمند  در استان سیستان و بلوچستان ایران است.

## جمعیت
این روستا در دهستان قرقری قرار دارد و براساس سرشماری مرکز آمار ایران در سال ۱۳۸۵، جمعیت آن زیر سه خانوار بوده‌است.